# Buddy Holly
 For alternative betydninger, se Buddy Holly (natklubkæde).
Charles Hardin Holley (født 7. september 1936, død 3. februar 1959), bedre kendt under sit kunstnernavn Buddy Holly, var en amerikansk rock'n'roll-sanger, sangskriver, komponist og guitarist fra Lubbock, Texas, der var en central figur i midten af 1950'erne, hvor den første rock and roll-bølge opstod. 
Han optrådte første gang på lokalt fjernsyn i Texas i 1952 og optrådte  det følgende år med gruppen "Buddy and Bob" med vennen Bob Montgomery. Efter at have spillet opvarmning for Elvis Presley i 1955 besluttede han sig for at få en karriere indenfor musik. Han spillede opvarmning for Elvis tre gange det år, og bandets stil skiftede fra country and western til rock and roll. I October 1955 spillede han opvarmning for Bill Haley & His Comets, hvor han blev opdaget af talentspejderen Eddie Crandall fra Nashville, der skaffede ham en pladekontrakt med Decca Records.
Hollys indspilninger i Deccas studier blev produceret af Owen Bradley. Holly var dog ikke tilfreds med Bradleys produktion og den lyd, der blev opnået, så han skiftede i stedet til produceren Norman Petty i Clovis i New Mexico, hvor han indspillede en demo af "That'll Be the Day" og et par andre sange. Petty blev bandets manager og sendte demoen til Brunswick Records, der udsendte den som en single, der krediterede sangen til "The Crickets", der blev navnet på Buddy Hollys band. I september 1957 blev "That'll Be the Day" nr. 1 på den amerikansk Billboard-hitliste og nr. 1 på UK Singles Chart. Successen blev fulgt op allerede i oktober med et andet kæmpe hit, "Peggy Sue".
Gruppens første album, The "Chirping" Crickets, blev udgivet i november 1957, op blev nr 5 på UK Albums Chart. Holly optrådte for anden gang på The Ed Sullivan Show i januar 1958 og turnerede kort efter i Australienog i Storbritannien. I begyndelsen af 1959 dannede han et nyt band, der bestod af den kommende country-stjerne Waylon Jennings (bas), Tommy Allsup (guitar) og Carl Bunch (trommer), som har drog på turne med i Midtvesten i USA. Efter et show i Clear Lake i Iowa lejede han et fly til at bringe ham til det næste show i Moorhead i Minnesota. Kort efter starten styrtede flyet ned, hvorved Buddy Holly og de øvrige passagerer Ritchie Valens, The Big Bopper og piloten Roger Peterson omkom. Begivenheden blev senere kaldt "The Day the Music Died".
Gennem sin korte karriere skrev, indspillede og producerede Holly sit eget materiale. Han anses ofte som den artist, der definerede den traditionelle rock-and-roll besætning bestående af bas, to guitarer og trommer. Han ydede betydelig indflydelse på senere artister som Bob Dylan, The Beatles, The Rolling Stones, Eric Clapton m.fl. Han var blandt de første artister, der blev optaget i Rock and Roll Hall of Fame i 1986. Rolling Stone magazine har optaget ham som nr. 13 på listen over "100 Greatest Artists".

## Discografi
Mest kendte sange af Buddy Holly:
- "Rave On"
- "That'll Be the Day"
- "Peggy Sue"
- "Heartbeat"
- It's So Easy!"
- "Oh Boy"
- "Everyday"